# موسيقى عصر ما قبل التاريخ

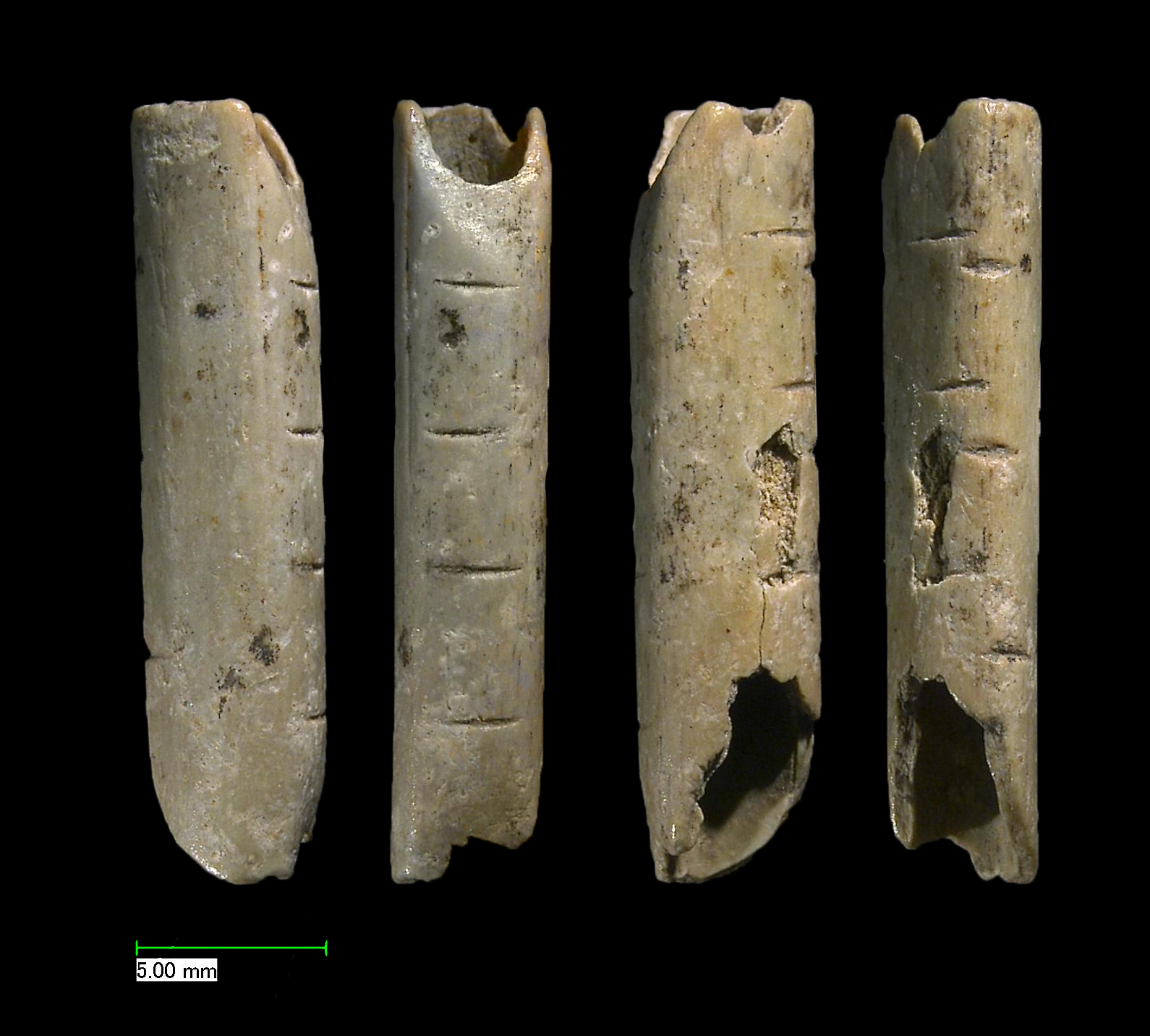
شظايا الفلوت من العصر الحجري القديم.

موسيقى عصر ما قبل التاريخ أو موسيقى ما قبل التاريخ (الموسيقى البدائية سابقًا)، هي مصطلح في تاريخ الموسيقى يشمل جميع أنواع الموسيقى التي ظهرت في ثقافات مرحلة ما قبل الكتابة (عصر ما قبل التاريخ)، التي بدأت من مكان ما في التاريخ الجيولوجي المتأخر جدًا. تُبعت موسيقى ما قبل التاريخ بالموسيقى القديمة في أجزاء مختلفة من العالم، إلا أنها ما تزال موجودة في مناطق معزولة. ومع ذلك، الرجوع إلى موسيقى «عصر ما قبل التاريخ» التي ما تزال موجودة كموسيقى بلدية أو شعبية أو تقليدية هو أمر شائع جدًا. تُدرَس موسيقى ما قبل التاريخ إلى جانب موسيقى فترات زمنية أخرى في علم الآثار الموسيقية.
تشير الاكتشافات في المواقع الأثرية للعصر الحجري القديم إلى أن الناس في عصر ما قبل التاريخ استخدموا أدوات نحت وثقب لصنع الآلات الموسيقية. وجد علماء الآثار آلة فلوت «مزمار» من العصر الحجري القديم منحوتة من العظام مع ثقوب جانبية فيها. يُعتقد أن فلوت Divje Babe -المنحوت من عظم فخد دب الكهوف- وُجد قبل 40.000 عام على الأقل. أُخذت بعض الآلات -مثل الفلوت ذي الثقوب السبعة، وأنواع مختلفة من الآلات الوترية مثل رافاناهاتا- من المواقع الأثرية لحضارة وادي السند. تملك الهند أحد أقدم التقاليد الموسيقية في العالم (الموسيقى الكلاسيكية الهندية «مارغا»، التي وُجدت في فيدا، وهو الكتاب المقدس للديانة الهندوسية). وُجدت أقدم وأكبر مجموعة من الآلات الموسيقية من عصر ما قبل التاريخ في الصين، ويعود تاريخها إلى ما بين الأعوام 6600-7000 قبل الميلاد.

## أصل أو نشأة الآلات الموسيقية في عصر ما قبل التاريخ
استخدام مصطلح «الموسيقى» هو أمر غير مؤكد في عصر ما قبل التاريخ. قد يكون ذلك، كما هو الحال في الموسيقى التقليدية في أغلب مناطق إفريقيا جنوب الصحراء الكبرى، كان مفهوم «الموسيقى» -كما ندركه- مختلفًا إلى حد ما. تملك العديد من اللغات تقليديًا مصطلحات تتعلق بالموسيقى تتضمن الرقص أو الدين أو الطائفة. أصبحت أيضًا الحالة التي نشأت فيها موسيقى عصر ما قبل التاريخ موضوعًا لدراسات كثيرة، والأصوات التي وُجدت في موسيقى ما قبل التاريخ كانت مختلفة بعض الشيء بالمقارنة مع السمعيات أو الأصوات الموجودة حاليًا. تملك بعض الثقافات نماذج معينة من موسيقاها التي تحاول فيها تقليد الأصوات الطبيعية. في بعض النماذج، ارتبطت هذه الميزة بالمعتقدات أو الممارسات الشامانية (الاعتقاد في القوى الخارقة على شفاء المرض أو التنبؤ بالمستقبل). قد تخدم أيضًا الجانب الترفيهي (لعبة) أو الوظائف العملية (على سبيل المثال، خداع الحيوانات في الصيد).
ومن المرجح أن أول آلة موسيقية كانت صوت الإنسان نفسه، الذي يمكن أن يصنع منظومة كبيرة من الأصوات، مثل الغناء والدندنة والصفير والطقطقة والسعال والتثاؤب. (انظر لما يتعلق بالموسيقى والكلام في نظرية أصل الأنواع لداروين). يرجع تاريخ أقدم عظم لامي للإنسان البدائي -الذي يُشبه شكل الإنسان الحديث- إلى 60.000 عام، وهو يسبق تاريخ أقدم فلوت منحوت من العظم في عصر ما قبل التاريخ بما يقارب 20.000 سنة، إلا أن الكرونولوجيا (علم التسلسل الزمني) الحقيقية قد تعود إلى أبعد من ذلك بكثير.
يمكن أن يعود أصل الموسيقى نظريًا إلى قبل العصر الحجري القديم. تشير دلالات ودراسات علم الإنسان وعلم الآثار إلى أن الظهور الأول للموسيقى (بين البشر) كان حين استُخدمت الأدوات الحجرية لأول مرة من قبل الأسلاف البشرية. تُعتبر الضجة الناتجة عن العمل مثل خفق البذور والجذور داخل الوجبة مصدرًا محتملًا للإيقاع الموسيقي الذي أوجده البشر الأوائل. تشتمل الآلات الإيقاعية والآلات القرعية الأولى على الأرجح على تصفيق الأيدي أو الحجارة التي تُضرب معًا أو أشياء أخرى مفيدة في إنشاء الإيقاع الموسيقي.